# 海德堡动物园
海德堡动物园（Heidelberg Tiergartens）是一个动物园，位于德国海德堡，成立于1933年，1934年11月20日向公众开放。

## 历史
1945年3月，动物园在二战末期轰炸中曾被彻底摧毁。1972年以来，海德堡动物园陆续增加了海狮、棕熊、灵长类、虎、象展馆。

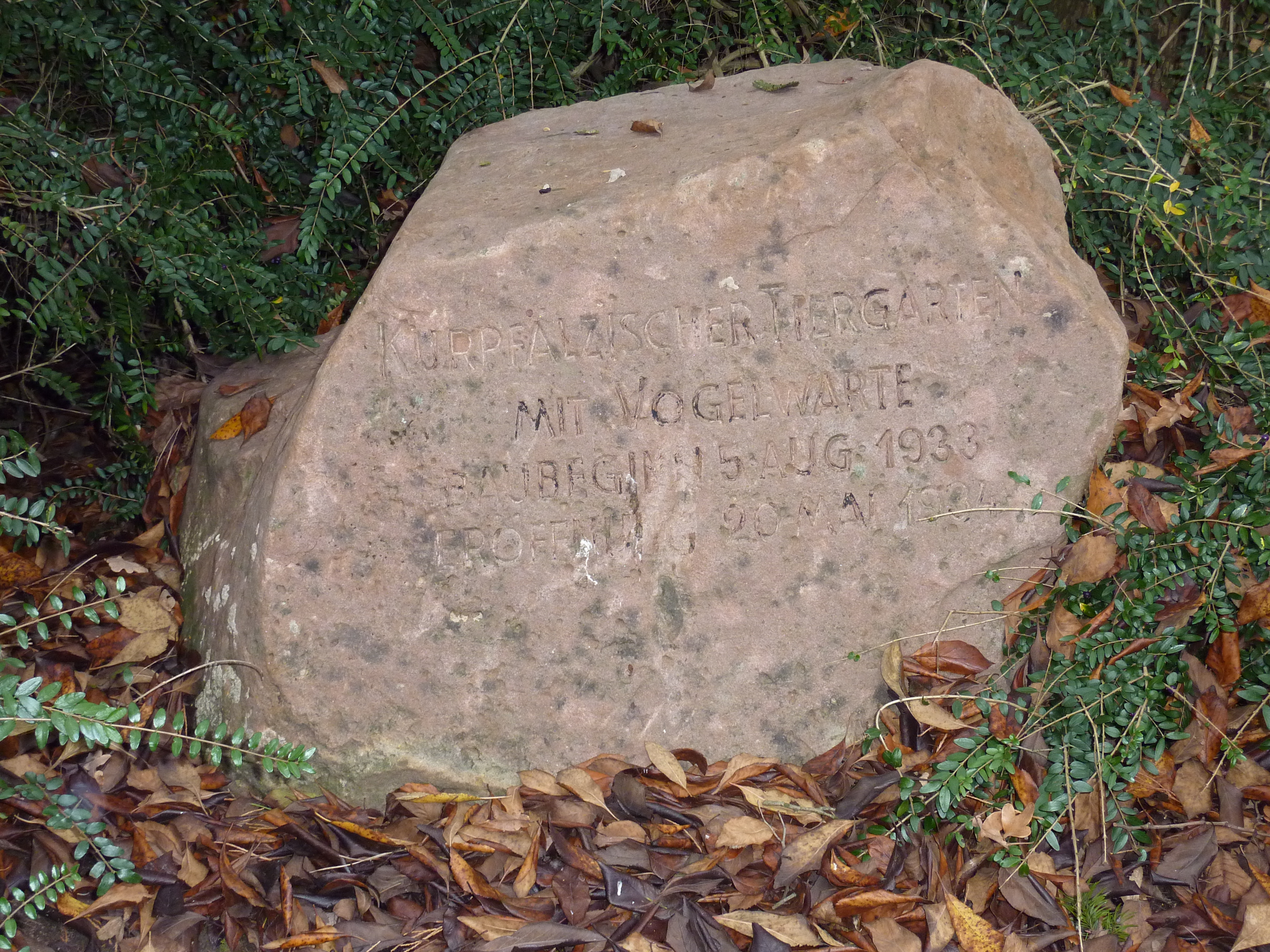

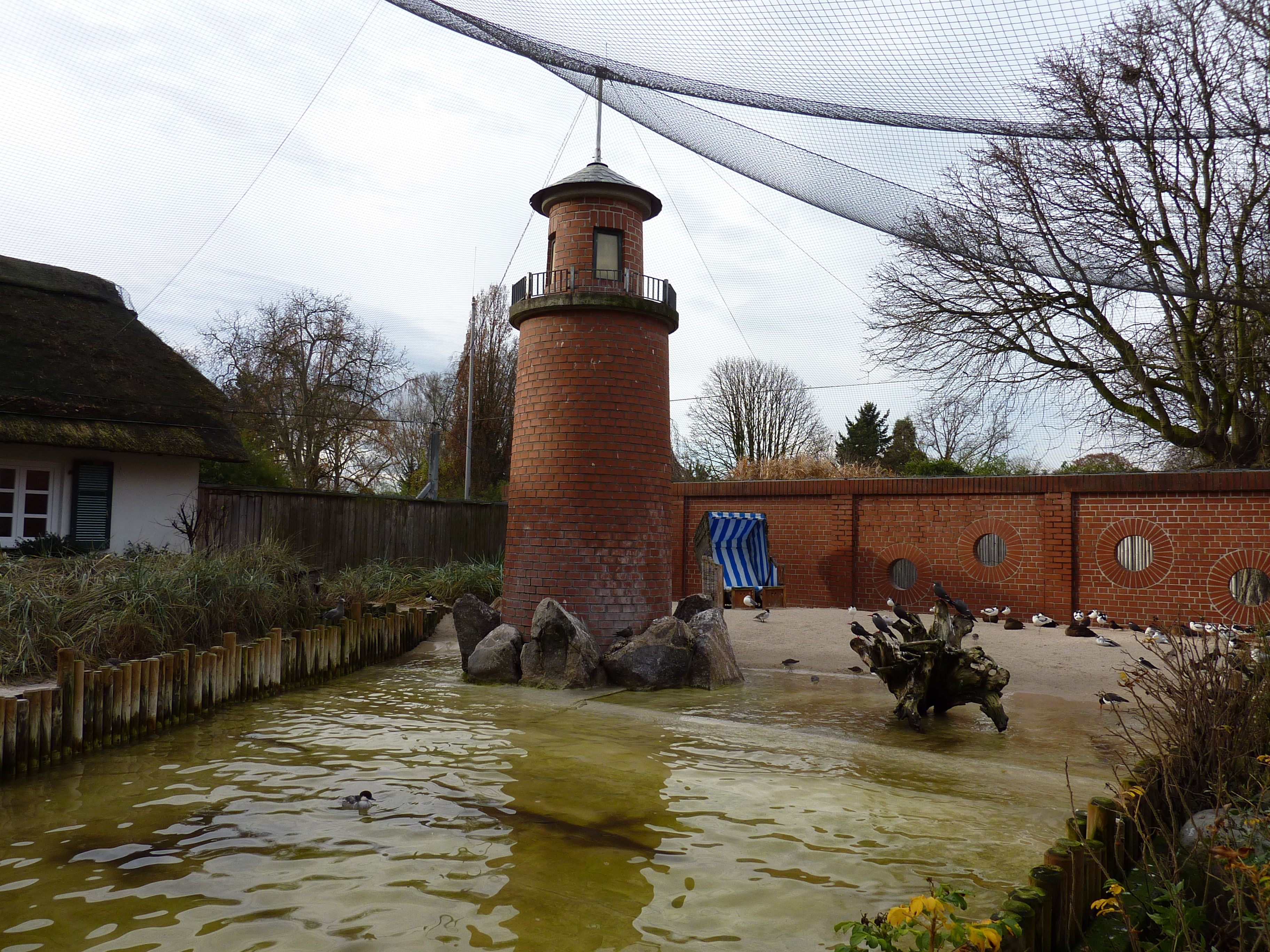
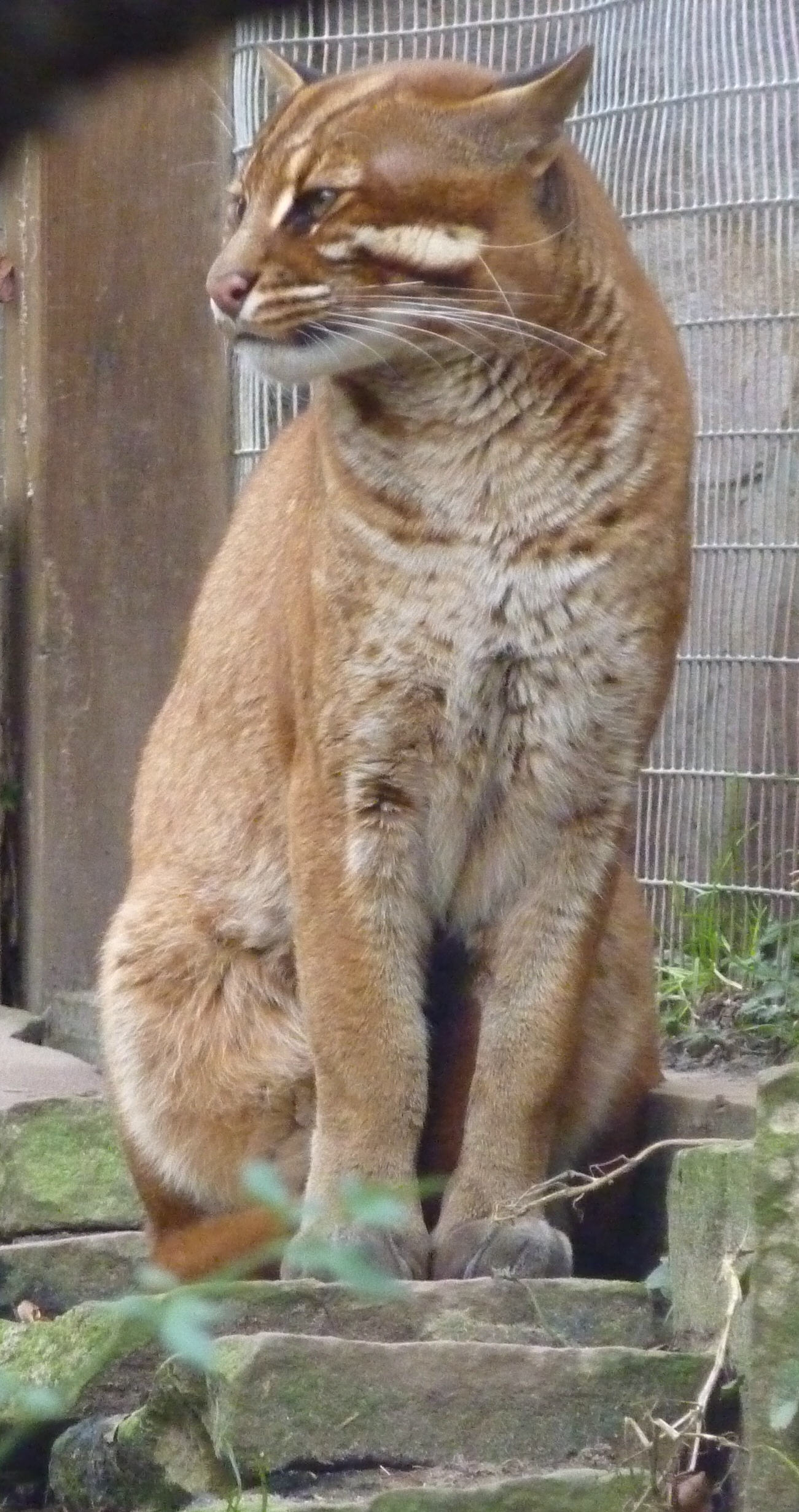
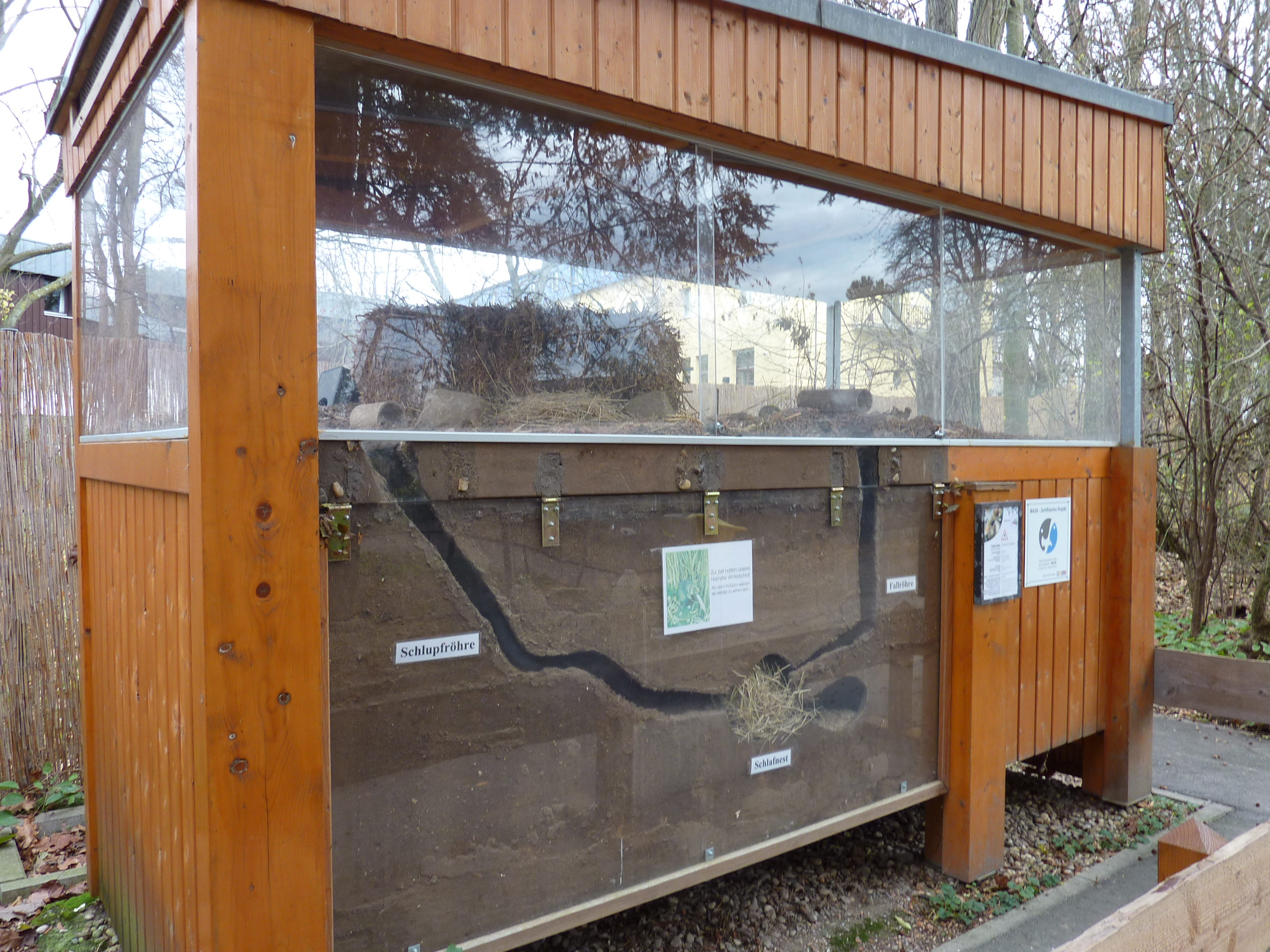
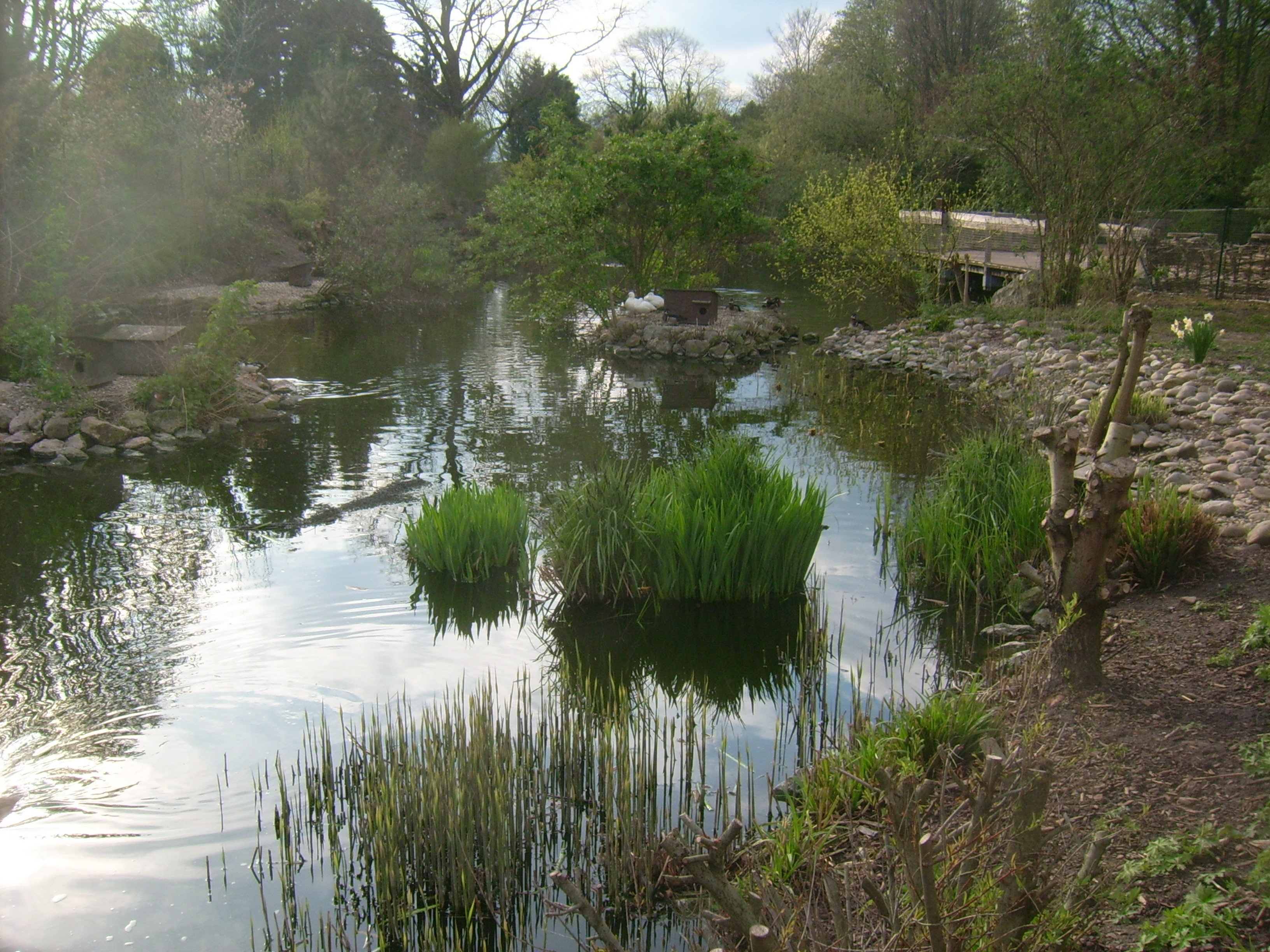
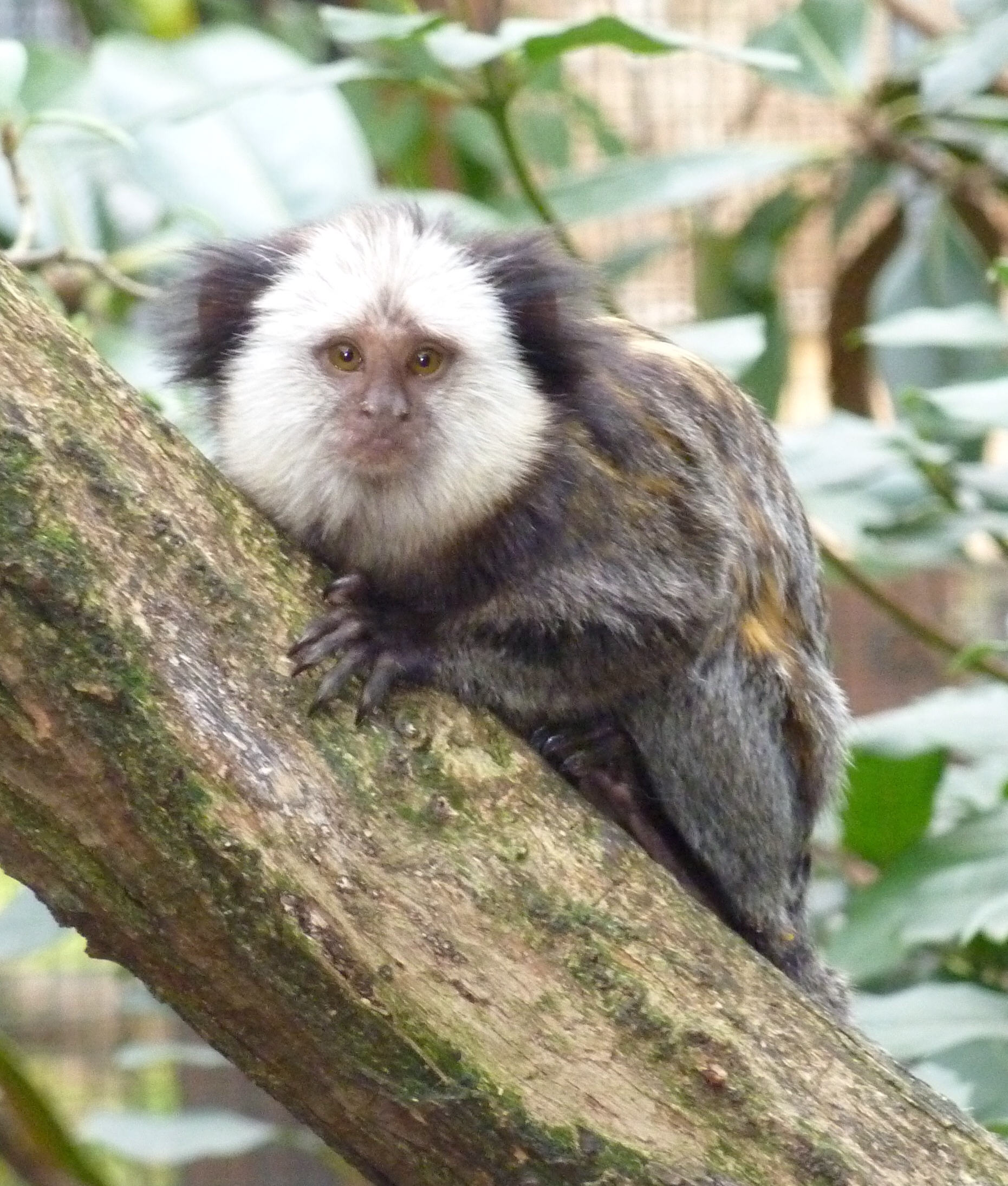
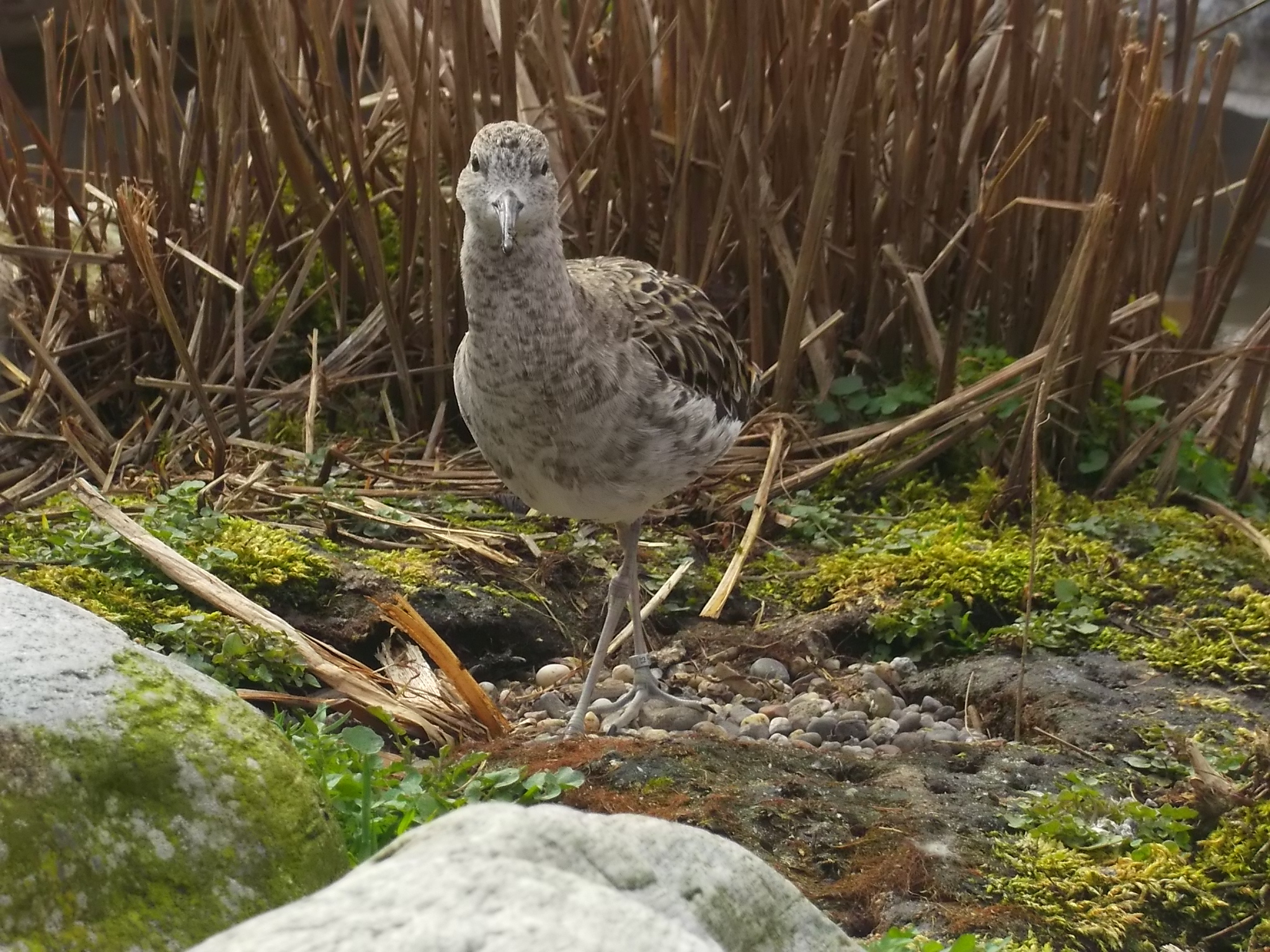